# Гельферих, Карл
Карл Теодор Гельферих (нем. Karl Helfferich; 22 июля 1872, Нойштадт-ан-дер-Вайнштрасе — 23 апреля 1924, Беллинцона, Швейцария) — немецкий политический и государственный деятель, вице-канцлер Германии (1916—1917), дипломат, юрист, экономист, банкир
.

## Биография
Сын фабриканта. Образование получил в университетах Берлина, Мюнхена и Страсбурга.
Государственный секретарь министерства финансов Германии (1915—1916), министр внутренних дел и вице-канцлер в правительстве Бетман-Гольвега (1916—1917), затем в правительстве Георга Михаэлиса (1917).
После убийства Мирбаха в 1918 был назначен послом в Москву, но вскоре вышел в отставку, мотивируя её вредностью «хотя бы видимости сотрудничества» с большевиками.
С 1919 года — член Немецкой национальной народной партии, депутат Рейхстага (1920—1924), противник Веймарской республики.
Во время Первой мировой войны отвечал за государственные финансы Германии, финансируя военные расходы в кредит, увеличивая, таким образом, дефицит бюджета и государственный долг. Дефицит финансировался за счет эмиссии дополнительных денег — Рейхсбанк монетизировал государственный долг Германии, что, по мнению монетаристов, способствовало росту инфляции в экономике.
В разгар немецкой гиперинфляции в 1923 году он предложил ввести новую валюту — «ржаную марку» (нем. Roggenmark). Хотя идея Гельфериха не была принята правительством, его идея состояла о том, что новая валюта будет основана на конкретной собственности, принадлежащей немецкому государству. Поэтому Гельфериха часто называли «отцом рентмарки» (нем. Vater der Rentenmark).
Погиб 23 апреля 1924 года в железнодорожной катастрофе, произошедшей в швейцарском городке Беллинцона.

## Сочинения
- Вопрос о валюте : (критика биметаллизма) : общедоступный очерк д-ра Карла Гельфериха / Пер. с нем. А.-ковский. — Одесса, 1896. — 80, [2] с. — (Библиотека общественных знаний)
- Международный денежный рынок. — СПб., 1900. — [2], 23 с.
- Развитие народного хозяйства Германии с 1888—1913 г. = Deutschlands Volkswohlstand 1888—1913. / Предисл.: С. А. Фалькнер. — М., 1920. — 114 с. : табл. — (Экономическое развитие Запада)
- Из воспоминаний Ф. [!] Гельфериха / Пер. М. К. Гринвальд. — [Петроград] : Мысль, 1922. — 61 с.
- Накануне мировой войны. / Пер. с нем. Н. Качкачева. — М.: Красная новь, 1924. — 154 с. — (Библиотека международной политики)